# Jiří Janoušek
Jiří Janoušek (* 4. listopadu 1943 Praha) je bývalý novinář a publicista, manažer reklamních agentur, jejichž asociaci vede.

## Život
Otec byl úředník, matka, rozená Plešingerová, byla dcerou generálního ředitele Fantových závodů, rafinerie minerálních olejů (dnešní Paramo Pardubice). Roku 1960 odmaturoval na jedenáctiletce v Praze 5. Nebyl přijat na lékařskou fakultu UK, následující rok tedy pracoval jako pomocný dělník u Armabetonu.
Roku 1961 začal studovat Institut tělesné výchovy a sportu UK, ale toto studium nedokončil, protože v roce 1963 po složení přijímacích zkoušek přestoupil na FAMU, kde vystudoval obor filmové historie, teorie a kritiky. V letech 1968–69 byl na stipendijním pobytu v Paříži, psal diplomovou práci o psychologických aspektech hrůzostrašného žánru ve filmu a studoval na tamním Institutu politických věd.
1967–82 působil v Mladém světě, zprvu jako kulturní redaktor, po návratu z Paříže a následné vojenské službě jako reportér.
Roku 1983 se stal vedoucím zakázkové výroby ve Filmovém studiu Barrandov, o rok později ředitelem Československého Filmexportu. V reklamě působí od roku 1991, kdy po několikaměsíční praxi v zahraničních agenturách Euro RSCG založil a vedl zastoupení této sítě v Praze.
Roku 1994 odešel do Mark BBDO, vedoucí agentury na českém trhu, kde řídil klientský servis, 2000–02 ve vedení PR agentury Impact (součást BBDO Group v ČR), od ledna 2003 zástupce generálního ředitele v Euro RSCG, kde zároveň řídil dceřinou společnost Dream Studios. 2005 byl zvolen výkonným ředitelem Asociace komunikačních agentur (AKA).
V roce 1977 se oženil s Evou Štrougalovou (dcerou tehdejšího předsedy vlády Lubomíra Štrougala), která spoluvlastní módní ateliér E.daniely s Danielou Flejšarovou.
Necenzurované noviny uvedly, že v registru StB je jeho jméno a datum narození uvedeno jako agent StB s krycím jménem „SORRÉ“. J. Janoušek k tomu později uvedl, že je to příliš lichotivá kvalifikace jeho osmi schůzek od jara 1972 do zimy 1973 s pracovníkem 1. správy (tedy rozvědky), „kde mne zamýšleli vycvičit a vyslat do zahraničí, ale rozmysleli si to a styk ukončili“.

## Dílo

### Filmové a jiné sborníky
Filmové články a kritiky začal publikovat v roce 1963, o rok později vydal v nakladatelství Orbis sborník „3 ½“ o tvůrcích nové vlny českého filmu (Miloš Forman, Věra Chytilová, Jaromil Jireš, Pavel Juráček), na který navázal v roce 1968 sborníkem „3 ½ podruhé“ (Evald Schorm, Ivan Passer, Jan Němec, Karel Vachek).
Uspořádal sborník reportáží redaktorů MS Dobrodružství našeho věku (1974).
Připravil knižní výběry a literární zpracování televizních rozhovorů Marka Ebena Na plovárně (2003), Na plovárně 2 (2005), Na plovárně 3 (2007).

### Publicistické knihy
Jeho tvorba zahrnuje přes 700 000 vydaných výtisků knih.
Reportérská práce v Mladém světě se stala základem jeho publicistických knih:
- Hvězdy z masa a kostí (1979) – Výběr portrétních rozhovorů s českými i zahraničními osobnostmi kultury, sportu a vědy (Jan Kodeš, Anatolij Karpov, Miloslav Šimek, Karel Gott, Vojtěch Zamarovský, Hana Zagorová, Björn Borg, Petr Nárožný, Miloš Kopecký, Jean Paul Belmondo, Václav Hudeček, Oleg Tabakov, Charles Aznavour, prof. Zdeněk Kunc, Bibi Anderssonová, Josef Abrhám, Pavel Bobek, Ilie Nastase, Jaromír Hanzlík, Naďa Urbánková, Robert Redford)
- Na vlastní kůži (1982) – zážitky z cest napříč africkými pouštěmi, jihoamerickými pralesy, indickým subkontinentem, reportáže z občanských válek, banánových plantáží, aukčních síní i bankovních sklepení (Tulákem po Orientě, Vězněm v Angole, Přes kostarické ploty, Křížem krážem Alžírem, V City bez buřinky, Nehinduisté na březích Gangy, Bejrůtský pamětník, Kožešnický učeň, Lovcem orchidejí).
- Rozhovory s Janem Werichem (1982, 86, 94, 99) – záznamy pravidelných setkání v posledním roce Werichova života. Jan Werich tu rekapituluje a bilancuje svůj život, práci, vztahy i postoje jakoby tušil, že se mu krátí vyměřený čas.
- Tváře bez svatozáře (1987) – další výběr portrétních rozhovorů s českými i zahraničními osobnostmi kultury, sportu a vědy (Iva Janžurová, Jan Bauch, Barbra Streisandová, Vladimír Neff, Jean Claude Brialy, Martin Růžek, Jaroslav Dietl, prof. Bohuslav Slánský, Jana Hlaváčová, Josef Suk, Ladislav Pešek, arch. Josef Svoboda, Valentin Katajev, Ing. Otakar Ferfecký, Luděk Munzar)
- Ivan Lendl (1990, ve spolupráci s P. Vitoušem) – cesta na tenisový vrchol ostravského rodáka, kterého Janoušek provázel několik let na největších světových turnajích i při utkáních Davisova poháru.
- Sázka na arénu (2009) – pohnutá historie výstavby pražské multiarény, provázená bezpočtem krizí, dramatem jejího financování, konflikty investora s politiky a médii, také však obrovským pracovním nasazením, vynalézavostí a obětavostí ze strany desítek českých firem ve složitých podmínkách a pod velkým časovým tlakem.
- Na plovárně s Markem Ebenem (2012) – 24 osobností z umění, sportu, vědy a podnikání se zpovídá oblíbenému moderátorovi.

### Gramofonové desky
Pro vydavatelství Supraphon editorsky připravil (výběr a sestava nahrávek, průvodní text ) LP desky To byl Jiří Grossmann (1974) a Zavěste, prosím, volá Semafor (1975).

### Filmové dokumenty
- Neděle v Mexiko City
- Monte Alban
- Juan Ortíz
- Na vlnách Orinoka
- Černé Eldorado, Země Aztéků (1980–81)
- Série dokumentárních filmů z Mexika a Venezuely natočená pro ČT. Kamera Jan Milíč, střih Ivana Davidová.
- Karel Gott (1986), celovečerní dokumentární film na kterém se Janoušek podílel jako scenárista a režisér ve spolupráci s kameramanem Janem Malířem a střihačem Aloisem Fišárkem. Film kombinuje sestřihy z řady archivních záznamů s nově natočeným materiálem z veřejných vystoupení i soukromí zpěváka.